# كبلر-20d
كيبلر 20 دي (بالإنجليزية: Kepler-20d)‏ الذي يرمز له بالرمز KOI-70.03، هو كوكب خارج المجموعة الشمسية، في كوكبة القيثارة، يتبع Kepler-20.

## الاكتشاف
اكتشف في 20 ديسمبر 2011، وكانت طريقة الاكتشاف طريقة العبور.